# Критика (часопис)
«Кри́тика» — сучасний український інтелектуальний часопис аналітичної есеїстики, публіцистики та рецензій, який із 1997 року видає в Києві видавництво «Критика» з ініціативи відомого літературознавця, історика культури, професора Гарвардського університету Григорія Грабовича. Видання часопису впродовж довгого часу підтримує Український науковий інститут Гарвардського університету. Часопис належить до європейської мережі культурологічних часописів «Eurozine».

## Концепція
Часопис було організовано за взірцем американського «New York Review of Books», англійського «Times Literary Supplement» та польського часопису «Kultura», що його видавав у паризькій еміґрації Єжи Ґедройць. Серед українських видань «Критика» вирізняється високим інтелектуальним рівнем і є розрахованим на широкі кола української інтелігенції для міждисциплінарного обговорення найістотніших соціальних, політичних і культурних проблем суспільства взагалі, а надто вітчизняної гуманітарної спільноти, як в актуальному, так і в історичному аспектах.
На сторінках видання часто відбуваються жорсткі дискусії з актуальних проблем української історіографії, літературознавства тощо. Найзапекліші дискусії викликали «креольська концепція», що її Микола Рябчук обстоював у книжках «Від Малоросії до України», «Дилеми українського Фауста» і «Дві України», перебіг правописної реформи та її публічної рецепції, обговорення перспектив феміністичної ідеології та ґендерних студій в Україні, феномен «національних містифікацій» (від Осіяна та «Слова о полку Ігоревім» до «Калевали» та «Велесової книги»), творення нового літературного канону, проблеми академічних стандартів, поширення корупції та практики плагіату в українській науці, колізії історичної пам’яті, «амнезії й амністії», зокрема з огляду на оцінки й інтерпретації Голодомору 1933 року, ювілеїв Володимира Щербицького, Переяславської ради, Волинської різанини 1943 року, німецько-радянської війни, а також на контроверсійні питання, пов’язані з відживленням в українському суспільстві радянської ностальгії та ксенофобії (зокрема антисемітської, антипольської, антизахідницької й антиросійської риторики) й поширенням серед культурних еліт ґрунтівсько-нативістичних настроїв.

## Редакційна колегія та автори

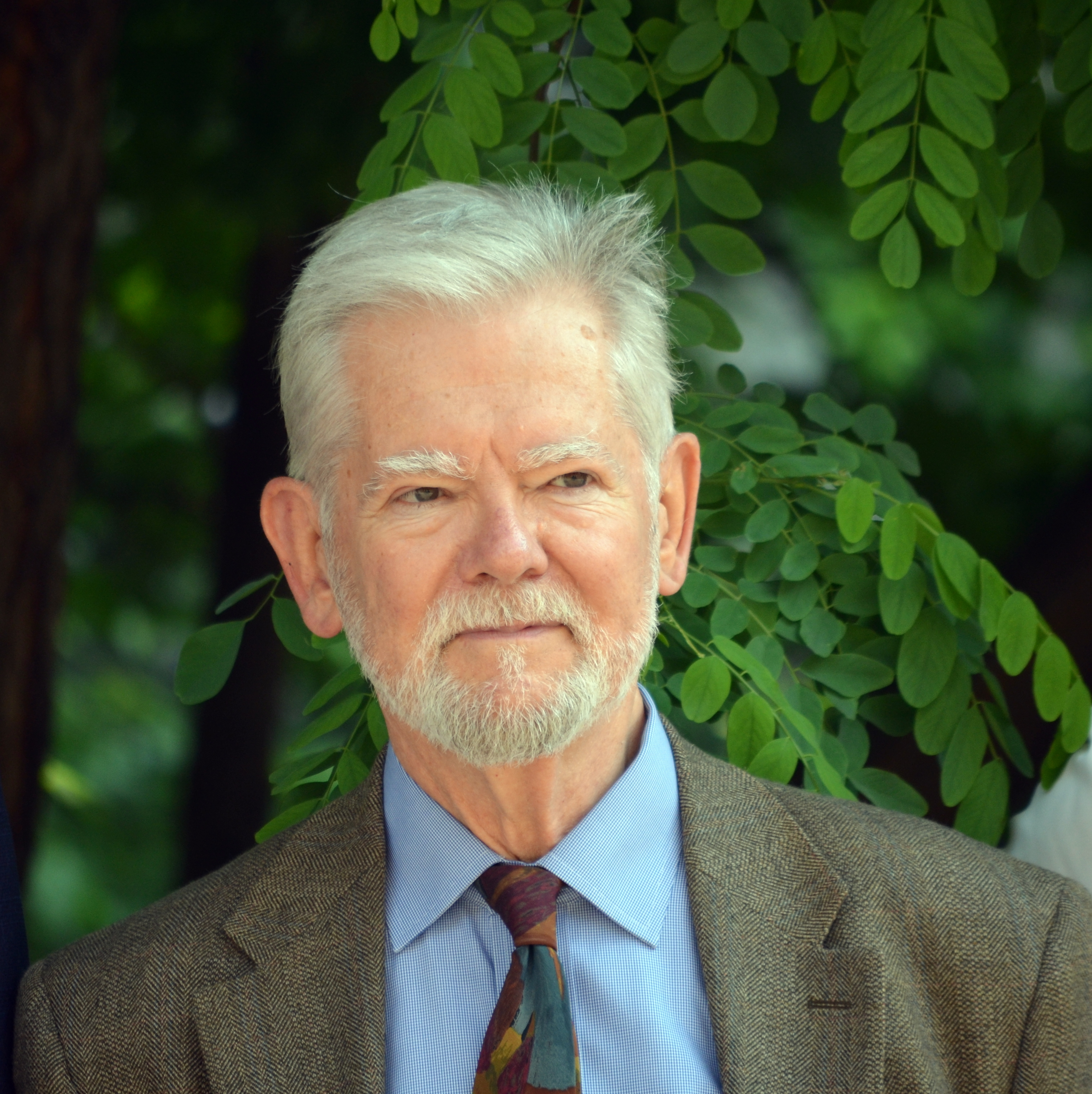
Григорій Грабович, ініціатор часопису

Головний редактор часопису Григорій Грабович.
Відповідальною редакторкою в Україні є Юлія Бентя.
До першого складу редакційної колегії часопису увійшли 
- Микола Рябчук,
- Соломія Павличко (1958–1999),
- Олександр Савченко,
- Вадим Скуратівський (станом на січень 2013 не є членом редколегії),
- Олексій Толочко.

Згодом членами редколегії стали:
- Юрій Андрухович,
- Богуміла Бердиховська,
- Ярослав Грицак,
- Володимир Кулик,
- Михайло Мінаков,
- Олександр Мотиль,
- Сергій Плохій,
- Юрко Прохасько.
- Ігор Шевченко (помер 2009 року),
- Юрій Шаповал,

Часопис видається українською мовою в оригінальній редакційній орфографії, що періодично викликає критичні коментарі від читачів. З 2018 р. часопис друкується в кольорі.
Третина авторів статей іноземці, серед яких багато науковців із світовим ім'ям таких як Умберто Еко, Славой Жижек, Едвард Кінан, Лешек Колаковський, Чеслав Мілош, Річард Пайпс, Едвард Саїд. Авторами є академіки з України та діаспори Дмитро Затонський, Дмитро Наливайко, Мирослав Попович, Ігор Шевченко, а також історики Володимир Ричка, Наталя Яковенко, Георгій Касьянов, літературознавці Юрко Прохасько, Богдана Матіяш, письменники Тарас Прохасько, Юрій Андрухович та Сергій Жадан.